# Пошлина
По́шлина — денежный сбор, взимаемый уполномоченными официальными органами при выполнении ими определённых функций в размерах, предусмотренных законодательством государства.
Пошлина является одним из источников дохода государственного бюджета. К пошлинам относятся, в частности, регистрационные и гербовые сборы, судебные пошлины и так далее. С провозимых через границу государства товаров взимаются таможенные пошлины. Некоторые виды и типы товара и их количество могут производиться и провозиться беспошлинно.
В Средние века пошлинами назывались сборы, взимавшиеся государством, городами и феодалами за пользование дорогами и мостами, а также за ведение судебных процессов и выполнение других функций. Применялись также пошлины торговые, гостиные, актовые, гербовые, канцелярские, пробирные, корабельные и другие.
Часто понятия пошлина и сбор расцениваются, как равнозначные. В финансовом законодательстве может быть уточнение, что пошлины — это сборы, выплачиваемые официальным органам государства за оказание публичных услуг, выдачу документов, совершении юридически значимых действий и тому подобного. В ряде стран мира разграничение понятий пошлина и сбор производится на основании наличия связи между размером сбора и стоимостью оказанной услуги. Если денежная сумма за услугу устанавливается без определённого соотношения с её стоимостью, то это пошлина. В частности, подобный критерий имеется во французском законодательстве.

## Россия
В соответствии с Налоговым кодексом Российской Федерации (гл. 25.3. «Государственная пошлина»), государственная пошлина — это сбор, взимаемый с организаций и физических лиц при их обращении в государственные органы, органы местного самоуправления, иные органы и (или) к должностным лицам, которые уполномочены в соответствии с законодательными актами Российской Федерации, законодательными актами субъектов Российской Федерации и нормативными правовыми актами органов местного самоуправления, за совершение в отношении этих лиц юридически значимых действий, предусмотренных Налоговым кодексом, за исключением действий, совершаемых консульскими учреждениями Российской Федерации, а именно:
- при обращении в суды общей юрисдикции, к мировым судьям;
- при обращении в арбитражные суды;
- при обращении в Конституционный Суд Российской Федерации и конституционные (уставные) суды субъектов Российской Федерации;
- нотариальных действий;
- действий, связанных с регистрацией актов гражданского состояния;
- действий, связанных с приобретением гражданства Российской Федерации или выходом из гражданства Российской Федерации, а также с въездом в Российскую Федерацию или выездом из Российской Федерации;
- действий по официальной регистрации программы для электронных вычислительных машин, базы данных и топологии интегральной микросхемы;
- действий уполномоченных государственных учреждений при осуществлении федерального пробирного надзора;
- действий уполномоченного органа исполнительной власти при осуществлении государственной регистрации лекарственных препаратов;
- действий уполномоченного органа исполнительной власти при осуществлении государственной регистрации медицинских изделий;
- государственной регистрации юридических лиц, политических партий, средств массовой информации, выпусков ценных бумаг, прав собственности, транспортных средств и проч.

В числе прочего, Налоговым кодексом России предусмотрены государственные пошлины за:
- право использования наименований «Россия», «Российская Федерация» и образованных на их основе слов и словосочетаний в наименованиях юридических лиц
- право вывоза культурных ценностей, предметов коллекционирования по палеонтологии и минералогии;
- выдачу разрешения на трансграничное перемещение опасных отходов;
- выдачу разрешений на вывоз с территории Российской Федерации, а также на ввоз на территорию Российской Федерации видов животных и растений, их частей или дериватов, подпадающих под действие Конвенции о международной торговле видами дикой фауны и флоры, находящимися под угрозой исчезновения.

## Изменения
27 декабря 2009 года принят Федеральный закон № 374-ФЗ «О внесении изменений в статью 45 части первой и в главу 25.3 части второй Налогового кодекса Российской Федерации и отдельные законодательные акты Российской Федерации, а также о признании утратившим силу Федерального закона "О сборах за выдачу лицензий на осуществление видов деятельности, связанных с производством и оборотом этилового спирта, алкогольной и спиртосодержащей продукции».
Принятый закон существенно увеличивает размер уплачиваемой госпошлины за совершение юридически значимых действий и вступает в силу по истечении 1 месяца со дня его официального опубликования, а именно 29 января 2010 года, за исключением отдельных положений, для которых предусмотрены иные сроки.